# Regina Bastos

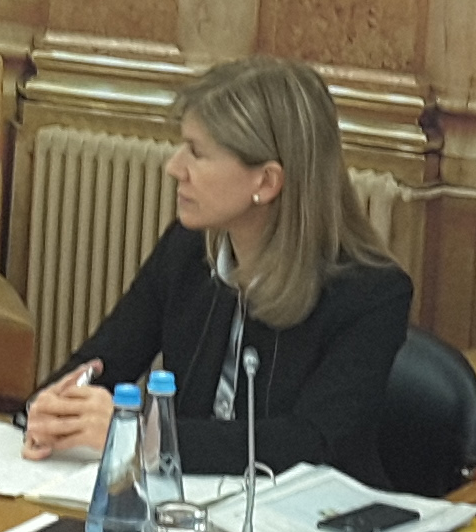
Regina Bastos, 2016

Regina Maria Pinto da Fonseca Ramos Bastos (* 4. November 1960 in Estarreja) ist eine portugiesische Politikerin der Partido Social Democrata.

## Leben
Bastos studierte Rechtswissenschaften an der Universität Porto. Bastos ist von 2000 bis 2004 und seit 2009 Abgeordnete im Europäischen Parlament ().